# Olympische Sommerspiele 1912/Schießen – 50 m Kleinkalibergewehr (Männer)
Der Schießwettkampf über 50 m mit dem Kleinkalibergewehr bei den Olympischen Spielen 1912 in Stockholm wurde am 4. Juli auf der Kaknäs skjutbanor ausgetragen. Die Schießposition durfte dabei frei gewählt werden.
Jeder Schütze gab 40 Schuss ab.

## Ergebnisse
| Rang | Athlet                 | Nation             | Punkte |
| ---- | ---------------------- | ------------------ | ------ |
| 1    | Frederick Hird         | Vereinigte Staaten | 194    |
| 2    | William Milne          | Großbritannien     | 193    |
| 3    | Harry Burt             | Großbritannien     | 192    |
| 4    | Edward Lessimore       | Großbritannien     | 192    |
| 5    | Francis Kemp           | Großbritannien     | 190    |
| 6    | Robert Murray          | Großbritannien     | 190    |
| 7    | William Leushner       | Vereinigte Staaten | 189    |
| 8    | Erik Boström           | Schweden           | 189    |
| 9    | Johan Hübner von Holst | Schweden           | 189    |
| 10   | William Pimm           | Großbritannien     | 189    |
| 11   | Axel Wahlstedt         | Schweden           | 187    |
| 12   | Warren Sprout          | Vereinigte Staaten | 187    |
| 13   | Carl Osburn            | Vereinigte Staaten | 187    |
| 14   | Joseph Pepé            | Großbritannien     | 187    |
| 15   | Fredrik Nyström        | Schweden           | 187    |
| 16   | Arthur Nordenswan      | Schweden           | 186    |
| 17   | Eric Carlberg          | Schweden           | 186    |
| 18   | William McDonnell      | Vereinigte Staaten | 186    |
| 19   | Ruben Örtegren         | Schweden           | 186    |
| 20   | Ernst Johansson        | Schweden           | 185    |
| 21   | Vilhelm Carlberg       | Schweden           | 185    |
| 22   | Robert Löfman          | Schweden           | 185    |
| 23   | Edwin Anderson         | Vereinigte Staaten | 185    |
| 24   | David Griffiths        | Großbritannien     | 184    |
| 25   | Nikolaos Levidis       | Griechenland       | 181    |
| 26   | Frants Nielsen         | Dänemark           | 180    |
| 27   | William Styles         | Großbritannien     | 179    |
| 28   | Erik Odelberg          | Schweden           | 179    |
| 29   | László Hauler          | Ungarn             | 178    |
| 30   | Arne Sunde             | Norwegen           | 176    |
| 31   | Sándor Török           | Ungarn             | 174    |
| 32   | Ioannis Theofilakis    | Griechenland       | 173    |
| 33   | Alexander Dobrschanski | Russland           | 172    |
| 34   | Frangiskos Mavrommatis | Griechenland       | 172    |
| 35   | Johannes Jordell       | Norwegen           | 172    |
| 36   | Wladimir Potekin       | Russland           | 170    |
| 37   | Iakovos Theofilas      | Griechenland       | 167    |
| 38   | Povl Gerlow            | Dänemark           | 167    |
| 39   | Gideon Ericsson        | Schweden           | 157    |
| 40   | Ragnvald Maseng        | Norwegen           | 156    |
| 41   | André Regaud           | Frankreich         | 125    |